# Municipio de Tlaltenango de Sánchez Román
El municipio de Tlaltenango de Sánchez Román es uno de los 58 municipios del estado de Zacatecas. El municipio queda ubicado en el sur del estado, en el valle de Tlaltenango. La cabecera municipal se encuentra en la localidad de Tlaltenango de Sánchez Román.

## Geografía
El municipio de Tlaltenango de Sánchez Román se encuentra localizado en el suroeste del estado de Zacatecas y tiene una extensión territorial de 747.927 kilómetros cuadrados. Sus coordenadas geográficas extremas son 21°37′ - 21°56′ de latitud norte y 103°4′ - 103°26′ de longitud oeste y su altitud fluctúa entre 1600 y 2900 metros sobre el nivel del mar.
Tlaltenango de Sánchez Román limita al norte con el municipio de Momax, al noreste con el municipio de El Plateado de Joaquín Amaro y con el municipio de Tabasco, al este con el municipio de Huanusco y con el municipio de Jalpa, al sur con el municipio de Tepechitlán y al oeste con el municipio de Atolinga. Al noroeste limita con el estado de Jalisco en particular con el municipio de Totatiche.

## Demografía
De acuerdo a los resultados del Censo de Población y Vivienda de 2020 llevado a cabo por el Instituto Nacional de Estadística y Geografía, la población total de Tlaltenango de Sánchez Román asciende a 27 302 habitantes, de las que 13 224 son hombres y 14 078 son mujeres.

### Localidades
El municipio incluye en su territorio un total de 75 localidades. Las principales, considerando su población del censo de 2020 son:
| Localidad                      | Población |
| Total Municipio                | 27 302    |
| Tlaltenango de Sánchez Román   | 17 882    |
| Fraccionamiento Santo Santiago | 1 019     |
| Cicacalco                      | 972       |
| Villarreales (San Isidro)      | 449       |
| Salazares                      | 404       |
| Los Fresnos                    | 369       |
| Santa Gertrudis (La Victoria)  | 354       |
| Teocaltiche                    | 301       |

## Política
El gobierno del municipio le corresponde, como en todos los municipios de México, al ayuntamiento, estando éste conformado por el presidente municipal, un síndico y el cabildo compuesto por trece regidores, siendo ocho electos por mayoría y cinco por el principio de representación proporcional; el ayuntamiento es electo mediante voto universal, directo y secreto para un periodo gubernamental de tres años no renovables para el periodo inmediato pero sí de manera no consecutiva, todo entran a ejercer su cargo el día 15 de septiembre del año de la elección.

### Representación legislativa
Para la elección de Diputados al Congreso de Zacatecas y al Congreso de la Unión, el municipio de Tlaltenango se encuentra integrado en los siguientes distritos electorales:
Local:
- Distrito electoral local 14 de Zacatecas con cabecera en Tlaltenango de Sánchez Román.[5]

Federal:
- Distrito electoral federal 5 de Zacatecas con cabecera en la ciudad de Juchipila.[6]